# Железняк, Олеся Владимировна
Оле́ся Влади́мировна Железня́к (род. 11 ноября 1974, Москва) — российская актриса театра, кино, телевидения и дубляжа, певица и телеведущая. Заслуженная артистка РФ (2020).

## Биография
Родилась 11 ноября 1974 года в Москве. В детстве занималась в хореографической студии.
В 1999 году окончила Российскую академию театрального искусства (курс Марка Захарова) и была принята в труппу Московского театра имени Ленинского комсомола. Первым её спектаклем был «Варвар и еретик». Стала популярной после успешного кинодебюта в фильме «Ландыш серебристый».
Участвовала в шоу «Ледниковый период-2» в паре с Максимом Марининым, была ведущей проекта телеканала «НТВ» «Ты — суперстар!».
В 2015 году дублировала роль Печали в мультипликационном фильме «Головоломка».

## Семья
- Отец: Владимир, умер, работал грузчиком.
- Мать: Лидия, умерла, работала швеёй.
- В семье было три дочери — Людмила, Оксана и Олеся.

## Личная жизнь
Олеся Железняк замужем за актёром Спартаком Сумченко (род. 1973). У супругов четверо детей: Савелий (род. 12 августа 2003), Агафья (род. 9 ноября 2006), Прохор (род. 7 ноября 2010) и Фома (род. 8 ноября 2013).

## Творчество

### Роли в театре

#### Ленком
- 1997 — «Варвар и еретик» по роману «Игрок» Ф. М. Достоевского (реж. М. Захаров[3]
- «Визит старой дамы» Фридриха Дюрренматта (реж. А. Морфов) — Клара Цаханассьян, жена Илла[10]
- «Юнона и Авось»
- «Безумный день, или Женитьба Фигаро»
- «Мистификация»
- «Жестокие игры» Алексея Арбузова — Нелли
- «Королевские игры» Григория Горина
- 2001 — «Шут Балакирев» по пьесе Григория Горина (реж. М. Захаров) — Дуня Бурыкина
- «Вишнёвый сад» по пьесе А. П. Чехова (реж. М. Захаров) — Варя
- «Старомодная комедия» по мотивам пьесы Алексея Арбузова (реж. Р. Самгин) — Лидия Васильевна
- «Последний поезд» по роману Виньи Дельмар «Дорогу завтрашнему дню» (реж. А. Яковлев) — Люси Купер
- «Доходное место» (реж. Д. Астрахан) — Фелисата Герасимовна Кукушкина
- «Поминальная молитва» (реж. Александр Лазарев) — Голда
- «Под одной крышей» по пьесе Людмилы Разумовской (реж. Р. Самгин) — Валентина
- «Женитьба» по мотивам комедии Н. В. Гоголя (реж. А. Молостов) — Агафья Тихоновна

#### Независимый театральный проект
- 2002 — «Трактирщица»[11] по пьесе К. Гольдони — Деянира
- 2004 — «Боинг-Боинг»[12] по пьесе Марка Камолетти
- 2005 — «Жестокие танцы»[13] Танцевальный марафон по мотивам романа Хораса Маккоя «Загнанных лошадей пристреливают, не правда ли?» — Сюзи

#### Театр на Малой Бронной
- «Весёлая жизнь и грустная смерть французской артистки Адриенны Лекуврер» Э. Скриба — Адриенна Лекуврер

#### Театральное агентство «Арт-Партнёр XXI»
- 2004 — «Бестолочь» Марка Камолетти. (реж. Р. Самгин) — Анна
- 2015 — «Сеанс гипноза для семейной пары» по пьесе В. Сигарева «Детектор лжи» (реж. Георгий Цнобиладзе) — Надежда

#### Современный театр антрепризы
- «Вокзал на троих» (реж. Р. Самгин)

#### Театральная компания «Маскарад»
- 2011 — «Лес» А. Островского. (реж. Р. Самгин) — Улита
- 2012 — «Пигмалион» Б. Шоу (реж. Р. Самгин) — Элиза Дулиттл
- 2015 — «Дуэнья» Р. Шеридан (реж. Р. Самгин) — дуэнья
- 2019 — «СУПЕРSTARS» (реж. Р. Самгин) — Лола Бэнкс

### Фильмография
| Год       |     | Название                                               | Роль                                                                  |
| --------- | --- | ------------------------------------------------------ | --------------------------------------------------------------------- |
| 2000      | ф   | Ландыш серебристый                                     | Зоя Мисочкина                                                         |
| 2000      | ф   | Витрина                                                | Варя Шилкина                                                          |
| 2002      | с   | Провинциалы                                            | Кармен                                                                |
| 2002      | с   | Фитиль (выпуск № 418, сюжет «Школа выжимания»)         | школьная учительница                                                  |
| 2002      | тф  | Шут Балакирев                                          | Дуня                                                                  |
| 2003      | с   | Замыслил я побег                                       | Ира                                                                   |
| 2003      | с   | Ералаш (выпуск № 167, сюжет «Осторожно, злая собака!») | Елена Петровна, учительница Смирнова                                  |
| 2004—2005 | с   | Осторожно, Задов!                                      | директор музея (1 сезон: 1 серия) / Света (2 сезон: 12 серия)         |
| 2004—2008 | с   | Моя прекрасная няня                                    | Галя Копылова, подруга Вики                                           |
| 2005      | с   | Пари                                                   | горничная                                                             |
| 2006      | с   | Большие девочки                                        | девушка                                                               |
| 2006      | с   | Весёлые соседи                                         | Елена Васильевна Харина                                               |
| 2006      | с   | Московская история                                     | Зинаида                                                               |
| 2006      | с   | Ералаш (выпуск № 197, сюжет «У тебя получится!»)       | мама мальчика                                                         |
| 2007      | с   | Короли игры                                            | Элла Ручейкина                                                        |
| 2008      | с   | Любовь на районе                                       | Ксю, мама Ани                                                         |
| 2008      | ф   | Пари                                                   | Катя                                                                  |
| 2009      | с   | Деревенская комедия                                    | Нонна Громова                                                         |
| 2009      | ф   | Любовь в большом городе                                | Пелагея                                                               |
| 2009      | ф   | Совсем другая жизнь                                    | таксистка Шура                                                        |
| 2009      | ф   | Чудо                                                   | Аня Андреева                                                          |
| 2010      | ф   | Как казаки...                                          | снималась                                                             |
| 2010      | ф   | Борцу не больно                                        | Мать Славика                                                          |
| 2010—2012 | с   | Сваты 4-6                                              | Лариса                                                                |
| 2011—2012 | с   | Молодожёны                                             | Яна, подруга Андрея Петровича (второй сезон)                          |
| 2012      | ф   | 8 первых свиданий                                      | Зинаида Ивановна, менеджер                                            |
| 2012      | ф   | Белый мавр, или Интимные истории о моих соседях        | агент Михаила Речникова                                               |
| 2012      | ф   | Ночная смена                                           | «Чай-кофе»                                                            |
| 2012      | ф   | Няньки                                                 | Валентина, начальница агентства                                       |
| 2012      | ф   | Со мною вот что происходит                             | Настя                                                                 |
| 2015      | ф   | Врач                                                   | Полина                                                                |
| 2015      | ф   | Чужая милая                                            | Антонина Ивановна Капустина                                           |
| 2015      | ф   | Пуанты для плюшки                                      | Ольга, соседка Натальи                                                |
| 2016      | ф   | Страна чудес                                           | Людмила Сергеевна, мать жениха                                        |
| 2017      | ф   | Везучий случай                                         | Маша, жена Валеры                                                     |
| 2018      | ф   | День до                                                | Соня Парамонова                                                       |
| 2020      | с   | СидЯдома                                               | Татьяна Ильинична                                                     |
| 2020      | с   | Казанова                                               | Лариса Тимуровна Погосян, директор колхозного рынка в Ростове-на-Дону |
| 2020      | с   | Мисс Полиция                                           | Марина                                                                |
| 2021—2024 | с   | Орлинская                                              | Марина Орлинская, следователь                                         |
| 2021      | кор | Ку-Ку                                                  | Лариса                                                                |
| 2021      | с   | Сваты 7                                                | Лариса                                                                |
| 2021      | с   | Товарищ майор                                          | снималась                                                             |
| 2021      | с   | Гранд                                                  | Анжела Геннадьевна, инспектор из органов опеки                        |
| 2021      | ф   | Молоко                                                 | женщина в парке                                                       |
| 2022      | с   | 1703                                                   | Майя                                                                  |
| 2022      | с   | Грузчики                                               | невеста Виктора                                                       |
| 2022      | ф   | Грозный папа                                           | экскурсовод                                                           |
| 2022      | ф   | Лена и справедливость                                  | аниматор                                                              |
| 2022      | ф   | Папы                                                   | Елена Мишина, агент Виноградова                                       |
| 2022      | с   | Я слежу за тобой                                       | Джульетта Гургеновна                                                  |
| 2023      | ф   | Быть                                                   | бабушка                                                               |
| 2023      | ф   | Баба Яга спасает мир                                   | Кикимора                                                              |
| 2023      | ф   | Поехавшая                                              | Катерина Николаевна                                                   |
| 2023      | с   | Первокурсницы                                          | Анна Михайловна, мать Данилы                                          |
| 2024      | ф   | Мамино письмо                                          | психолог                                                              |
| 2024      | ф   | Баба Яга спасает Новый год                             | Кикимора                                                              |
| 2024      | ф   | Чайка                                                  | мать                                                                  |
| 2024      | с   | Любопытная Варвара                                     | ведьма                                                                |
| 2024      | с   | Гудбай                                                 | регистратор в ЗАГСе                                                   |
| 2025      | ф   | Семь дней Петра Семёныча                               | Имя персонажа не указано                                              |
| 2025      | ф   | Один хороший день                                      | Имя персонажа не указано                                              |

### Дубляж и озвучивание
| Год  |     | Название                 | Роль              |
| ---- | --- | ------------------------ | ----------------- |
| 2014 | мф  | Попугай Club             | обезьяна Джульета |
| 2015 | мф  | Головоломка / Inside Out | Печаль            |
| 2018 | кор | Лентяйка Василиса        | улитка            |
| 2018 | мф  | Гурвинек. Волшебная игра | мисс Сискин       |

### Телевидение
- 2007 — шоу «Ты — суперстар» (ведущая)

## Дискография
- 1999 — Ностальгия
- 2006 — Я продолжаю жить
- 2009 — Телефонный разговор
- 2012 — Кафешка

## Признание и награды
- Лауреат премии «Чайка-2002» и премия газеты «Московский комсомолец» за роль в спектакле «Укрощение укротителей».
- Лауреат премии Международного фонда имени Е. П. Леонова и премии «Дебют» за роль в спектакле «Жестокие игры».[17]
- Премия газеты «Московский комсомолец» за роль в спектакле «Шут Балакирев».
- Лауреат премии Международного фонда имени Е. П. Леонова и премии «Московские дебюты» за роль в спектакле «Визит дамы» (сезон 2008—2009).
- Заслуженная артистка РФ (2020)[18].
- Лауреат премии «Хрустальная турандот» (2021) за лучшую женскую роль — Голда в «Поминальной молитве» театра «Ленком Марка Захарова».[19]

## Общественная позиция
Поддерживает политику Владимира Путина. В 2022 году поддержала вторжение России на Украину, публично выражала поддержку российскому вторжению на Украину, критиковала президента Украины Владимира Зеленского.